# 1997 AY2
1997 AY2 är en asteroid i huvudbältet som upptäcktes den 4 januari 1997 av den japanska astronomen Takao Kobayashi vid Ōizumi-observatoriet.
Asteroiden har en diameter på ungefär 13 kilometer.